# Lee Ki-hyuk
Lee Ki-hyuk (en hangul, 이기혁), es un actor, modelo y director surcoreano.

## Carrera
Es miembro de la agencia L' July Entertainment. previamente fue miembro de la agencia JYP Entertainment en abril de 2016.
En el 2018, se unió al elenco recurrente Wok of Love donde dio vida al médico Na Oh-jik, un exitoso obstetra.
En marzo de 2019, se unió al elenco recurrente de la serie Confession, donde interpretó al fiscal Lee Hyun-joon, un compañero del abogado Choi Do-hyun (Lee Jun-ho).
El 1 de marzo de 2020, realizó una aparición especial durante el décimo episodiod e la serie Tell Me What You Saw (también conocida como "Say What You Saw"), donde dio vida a Won Se-yoon, un socio directivo de Wonseo Group.

## Filmografía

### Series de televisión
| Año  | Título                                | Personaje       | Canal   | Notas      | Ref.  |
| ---- | ------------------------------------- | --------------- | ------- | ---------- | ----- |
| 2013 | Drama Special - "The Unwelcome Guest" | -               |         |            |       |
| 2017 | Prison Playbook                       | Guardia joven   | tvN     |            |       |
| 2018 | Wok of Love                           | Dr. Na Oh-jik   | SBS     |            |       |
| 2018 | Your Honor                            | Choi Min-kook   | SBS     |            |       |
| 2019 | Confession                            | Lee Hyun-joon   | tvN     |            | [ 4 ] |
| 2020 | Tell Me What You Saw                  | Won Se-yoon     | OCN     | ep. #10    |       |
| 2020 | Miss Lee Knows (She Knows Everything) | Lee Myung-won   | MBC     |            | [ 5 ] |
| 2020 | Sweet Home                            | Hwang Seung-jae | Netflix | (ep. #5-6) | [ 6 ] |
| 2022 | Propuesta laboral                     | Jung Woo        | SBS     |            | [ 7 ] |

### Películas
| Año  | Título                                      | Personaje            | Notas   |
| ---- | ------------------------------------------- | -------------------- | ------- |
| 2004 | Temptation of Wolves (Romance of Their Own) | Amigo de Ban Hea-won |         |
| 2010 | A Better Tomorrow                           | Policía de Hanaone   |         |
| 2012 | Pathos                                      | -                    | (corto) |
| 2013 | Assailants                                  | -                    |         |
| 2014 | Suicide                                     | -                    |         |
| 2014 | Room 511                                    | -                    |         |
| 2015 | Sloth                                       | -                    |         |
| 2015 | Aurora Trip                                 | -                    |         |
| 2015 | Silent Emotion                              | -                    |         |
| 2015 | Autopsy                                     | -                    |         |
| 2017 | The Glass Garden                            | Sung-nae             |         |
| 2019 | Brake                                       | Ha-joon              |         |

### Director
| Año  | Título                     | Notas |
| ---- | -------------------------- | ----- |
| 2019 | Immigration (출국심사)     |       |
| 2020 | Method Acting (메소드연기) |       |

### Aparición en videos musicales
| Año  | Intérprete(s) | Canción                                                                 | Notas |
| ---- | ------------- | ----------------------------------------------------------------------- | ----- |
| 2015 | MOT (못)      | "In A Car Heading Towards Dark Clouds" (먹구름을 향해 달리는 차 안에서) |       |
| 2016 | Cosmos Hippie | "Maybe, If" (어쩌면 만약에)                                             |       |